# Rusland ved sommer-OL 2016
Rusland deltog ved Sommer-OL 2016 i Rio de Janeiro som blev arrangeret i perioden 5. august til 21. august 2016.

## Medaljer
| 2016 Rio de Janeiro | Guld | Sølv | Bronze | Total |
| Rusland             | 19   | 18   | 19     | 56    |

### Medaljevinderne
| Rusland under sommer-OL 2016 i Rio de Janeiro | Rusland under sommer-OL 2016 i Rio de Janeiro | Rusland under sommer-OL 2016 i Rio de Janeiro | Rusland under sommer-OL 2016 i Rio de Janeiro | Rusland under sommer-OL 2016 i Rio de Janeiro |
| Medalje                                       | Navn | Sport                                         | Event                                         | Dato                                          |
| --------------------------------------------- | --- | --------------------------------------------- | --------------------------------------------- | --------------------------------------------- |
| Guld                                          | Beslan Mudranov | Judo                                          | Mændeness 60 kg                               | 6. august                                     |
| Guld                                          | Yana Egorian | Fægtning                                      | Kvindernes sabel                              | 8. august                                     |
| Guld                                          | Khasan Khalmurzaev | Judo                                          | Mændenes 81 kg                                | 9. august                                     |
| Guld                                          | Inna Deriglazova | Fægtning                                      | Kvindernes fleuret                            | 10. august                                    |
| Guld                                          | Artur Akhmatkhuzin Aleksey Cheremisinov Timur Safin | Fægtning                                      | Mændenes gold med fleuret                     | 12. august                                    |
| Guld                                          | Yekaterina Dyachenko Yuliya Gavrilova Yana Egorian Sofya Velikaya | Fægtning                                      | Kvindernes hold med sabel                     | 13. august                                    |
| Guld                                          | Ekaterina Makarova Elena Vesnina | Tennis                                        | Damedouble                                    | 14. august                                    |
| Guld                                          | Aliya Mustafina | Gymnastik                                     | Kvindernes forskudte barre                    | 14. august                                    |
| Guld                                          | Roman Vlasov | Brydning                                      | Mændenes 75 kg græsk-romersk stil             | 14. august                                    |
| Guld                                          | Davit Chakvetadze | Brydning                                      | 85 kg græsk-romersk stil                      | 15. august                                    |
| Guld                                          | Evgeny Tishchenko | Boksning                                      | Mændenes sværvægt                             | 15. august                                    |
| Guld                                          | Natalia Ishchenko Svetlana Romashina | Synkronsvømning                               | Kvindernes duet                               | 16. august                                    |
| Guld                                          | Vlada Chigireva Natalia Ishchenko Svetlana Kolesnichenko Aleksandra Patskevich Elena Prokofyeva Svetlana Romashina Alla Shishkina Gelena Topilina Maria Shurochkina | Synkronsvømning                               | Kvindernes hold                               | 19. august                                    |
| Guld                                          | Ruslands håndboldlandshold \| Anna Sedoykina \| \| Victoria Zhilinskayte \| \| \| \| Polina Kuznetsova \| \| Yekaterina Marennikova \| \| \| \| Daria Dmitrieva \| \| Irina Bliznova \| \| \| \| Anna Sen \| \| Ekaterina Ilina \| \| \| \| Olga Akopyan \| \| Maya Petrova \| \| \| \| Anna Vyakhireva \| \| Tatyana Yerokhina \| \| \| \| Marina Sudakova \| \| Victoriya Kalinina \| \| \| \| Vladlena Bobrovnikova \| \| \| \| \| | Håndbold                                      | Kvindernes turnering                          | 20. august                                    |
| Guld                                          | Abdulrashid Sadulaev | Brydning                                      | Mændenes 86 kg fristil                        | 20. august                                    |
| Guld                                          | Margarita Mamun | Gymnastik                                     | Kvindernes Rytmisk individuelle all-around    | 20. august                                    |
| Guld                                          | Aleksander Lesun | Moderne femkamp                               | Herrerenes konkurrence                        | 20. august                                    |
| Guld                                          | Vera Biriukova Anastasia Bliznyuk Anastasia Maksimova Anastasiia Tatareva Maria Tolkacheva | Gymnastik                                     | Kvindernes rytmisk all-around for hold        | 21. august                                    |
| Guld                                          | Soslan Ramonov | Brydning                                      | Mændenes 65 kg fristil                        | 21. august                                    |
| Sølv                                          | Vitalina Batsarashkina | Skydning                                      | Kvindernes 10 m luftpistol                    | 7. august                                     |
| Sølv                                          | Tuyana Dashidorzhieva Ksenia Perova Inna Stepanova | Bueskydning                                   | Damehold                                      | 7. august                                     |
| Sølv                                          | Sofya Velikaya | Fægtning                                      | Kvindernes sabel                              | 8. august                                     |
| Sølv                                          | Denis Ablyazin David Belyavskiy Nikolai Kuksenkov Nikita Nagornyy Ivan Stretovich | Gymnastik                                     | Mændenes hold                                 | 8. august                                     |
| Sølv                                          | Yuliya Yefimova | Svømning                                      | Kvindernes 100 meter brystsvømning            | 8. august                                     |
| Sølv                                          | Angelina Melnikova Aliya Mustafina Maria Paseka Daria Spiridonova Seda Tutkhalyan | Gymnastik                                     | Kvindernes hold                               | 9. august                                     |
| Sølv                                          | Olga Zabelinskaya | Cykling                                       | Kvindernes enkeltstart                        | 10. august                                    |
| Sølv                                          | Yuliya Yefimova | Svømning                                      | Kvindernes 200 meter brystsvømning            | 11. august                                    |
| Sølv                                          | Daria Shmeleva Anastasia Voynova | Cykling                                       | Kvindernes holdsprint                         | 12. august                                    |
| Sølv                                          | Sergey Kamenskiy | skydning                                      | Mændenes 50 meter riffel, helmatch            | 14. august                                    |
| Sølv                                          | Maria Paseka | Gymnastik                                     | Kvindernes spring over hest                   | 14. august                                    |
| Sølv                                          | Denis Ablyazin | Gymnastik                                     | Mændenes spring over hest                     | 15. august                                    |
| Sølv                                          | Valeria Koblova | Brydning                                      | Kvindernes freestyle 58 kg                    | 17. august                                    |
| Sølv                                          | Nataliya Vorobyova | Brydning                                      | Kvindernes freestyle 69 kg                    | 17. august                                    |
| Sølv                                          | Alexey Denisenko | Taekwondo                                     | Mændenes 68 kg                                | 18. august                                    |
| Sølv                                          | Aniuar Geduev | Brydning                                      | Mændenes freestyle 74 kg                      | 19. august                                    |
| Sølv                                          | Yana Kudryavtseva | Gymnastik                                     | Kvindernes rytmiske individuelle all-around   | 20. august                                    |
| Sølv                                          | Misha Aloyan | Boksning                                      | Mændenes fluevægt                             | 21. august                                    |
| Bronze                                        | Natalia Kuziutina | Judo                                          | Kvindernes 52 kg                              | 7. august                                     |
| Anna Sedoykina                                | | Victoria Zhilinskayte                         |                                               |                                               |
| Polina Kuznetsova                             | | Yekaterina Marennikova                        |                                               |                                               |
| Daria Dmitrieva                               | | Irina Bliznova                                |                                               |                                               |
| Anna Sen                                      | | Ekaterina Ilina                               |                                               |                                               |
| Olga Akopyan                                  | | Maya Petrova                                  |                                               |                                               |
| Anna Vyakhireva                               | | Tatyana Yerokhina                             |                                               |                                               |
| Marina Sudakova                               | | Victoriya Kalinina                            |                                               |                                               |
| Vladlena Bobrovnikova                         | |                                               |                                               |                                               |

## Svømning

### Resultater
| Dato      | Disciplin | H/D   | Udøver             | Indledende heat | Indledende heat | Semifinale          | Semifinale          | Finale              | Finale              |
| Dato      | Disciplin | H/D   | Udøver             | Tid             | Placering       | Tid                 | Placering           | Tid                 | Placering           |
| --------- | --------- | ----- | ------------------ | --------------- | --------------- | ------------------- | ------------------- | ------------------- | ------------------- |
| 7. august | 100 m ryg | Damer | Anastasia Fesikova | 1:00,04         | 10 Q            | 59,68               | 9                   | ude af konkurrencen | ude af konkurrencen |
| 7. august | 100 m ryg | Damer | Daria Ustinova     | 1:01,45         | 23              | ude af konkurrencen | ude af konkurrencen | ude af konkurrencen | ude af konkurrencen |